# Franciszek Nowodworski (prezydent Włocławka)
Franciszek Nowodworski (ur. 2 października 1797 we Włocławku, zm. 16 grudnia 1880 tamże) – włocławski nauczyciel, prezydent miasta w latach 1831–1832.

## Życiorys

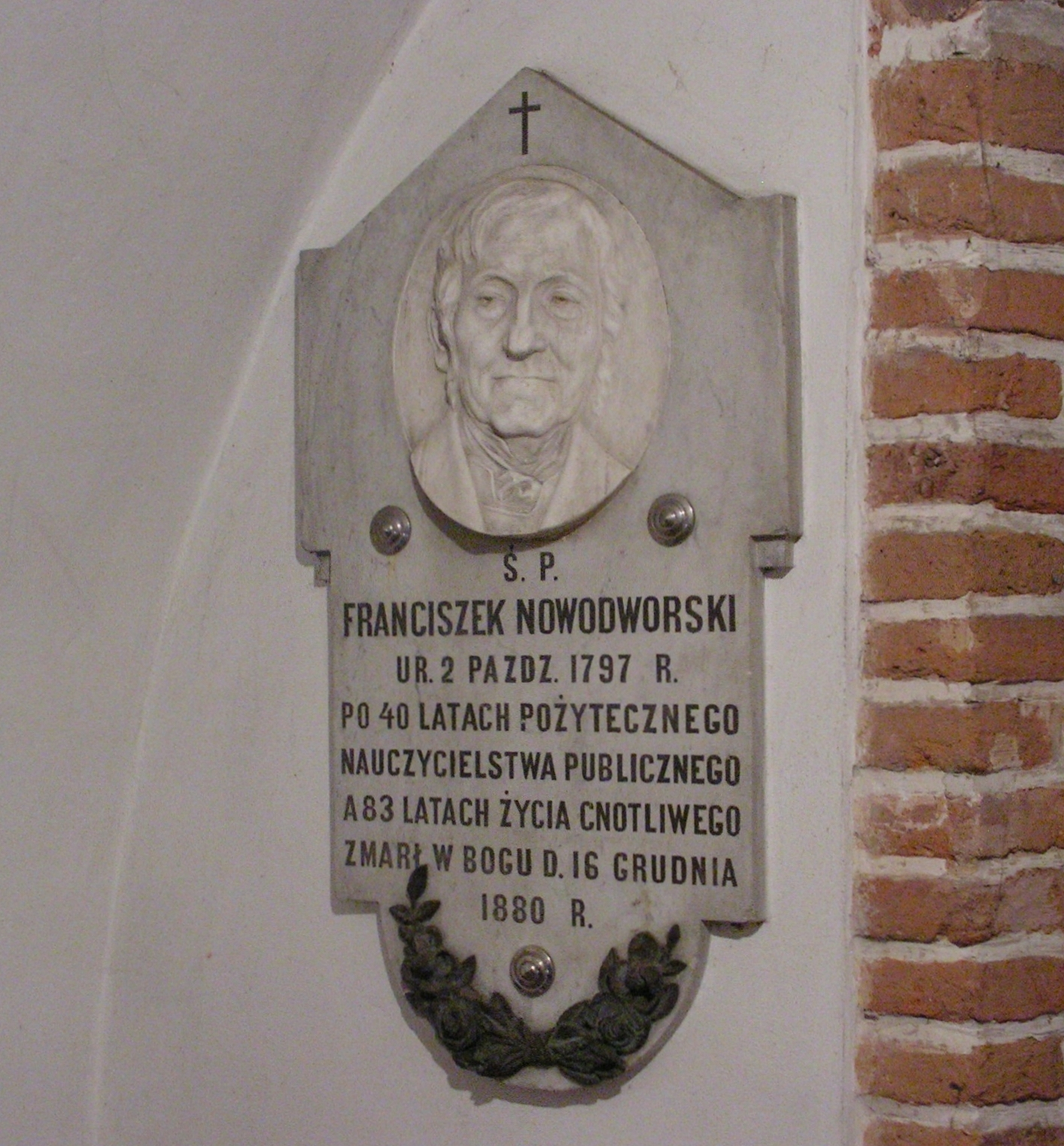
Tablica pamięci Franciszka Nowodworskiego w kruchcie Kościoła św. Jana Chrzciciela

Syn Antoniego (1770-?) i Katarzyny z Sikorskich. Pochodził z rodziny szlacheckiej pieczętującej się herbem Nałęcz.
Ukończył szkołę elementarną oo. pijarów we Włocławku. Posługiwał się językiem francuskim i niemieckim. W dorosłym życiu został profesorem szkół włocławskich. Jego kariera nauczycielska trwała 40 lat. Na emeryturę przeszedł między 1865 a 1870 rokiem. 22 lipca 1831 roku obywatele uprawnieni do głosowania obrali go prezydentem Włocławka. Jego wybór zatwierdził w dn. 31 lipca namiestnik Królestwa Polskiego Iwan Paskiewicz. Pełnił tę funkcję do 30 listopada kolejnego roku. Był też właścicielem domu we Włocławku wraz z przyległymi nieruchomościami.
W kruchcie Kościoła św. Jana Chrzciciela we Włocławku znajduje się poświęcona mu tablica pamiątkowa wraz z popiersiem, autorstwa Hipolita Kasjana Marczewskiego (1853-1905).

## Rodzina
1 lutego 1819 r. w parafii św. Jana Chrzciciela poślubił Brygidę Germain (ok. 1792-1822). Doczekał się z nią syna, Józefa Konstantego (1821-1879). Jego drugą żoną została Marianna z Drejackich (1802-1871), również pochodzenia szlacheckiego. Para miała dzieci: Wojciecha Antoniego (1826-?); Kazimierza Juliana (1828-?); Julię (1829-1885); bpa Michała (1831-1896); Wiktorię, zamężną Barr (1836-1904) i Jana Henryka (1837-1893).
Dziećmi Józefa byli adwokaci i politycy Jan Edward Nowodworski (1876-1954) oraz Franciszek Nowodworski (1859-1924), zaś synem Jana polityk Stanisław Marian Nowodworski (1873-1931). Adwokat Franciszek był ojcem Leona Nowodworskiego (1889-1941), także adwokata. Ten zaś jest ojcem adwokat Hanny Nowodworskiej-Grohman (ur. 1929), żony ekonomisty Jerzego Grohmana (1922-2017). Wnukiem Wiktorii Bar był Franciszek Bar (1898-1982), pierwszy prezes Sądu Apelacyjnego w Gdańsku.